# Jean-Pierre Razat
Pour les articles homonymes, voir Razat.
Pas d'image ? Cliquez ici

a Compétitions nationales et continentales officielles uniquement.

b Matchs officiels uniquement.
Jean-Pierre Razat, né le 15 octobre 1940 à Fumel et mort le 2 février 2025 à Agen, est un joueur international français de rugby à XV évoluant aux postes d'arrière et de demi d'ouverture. En club, il évolue sous le maillot du SU Agen.

## Biographie
Durant sa carrière sous le maillot du Sporting Union agenais, il dispute à de nombreuses finales au niveau national, en remportant sept (une en catégorie cadets et une autre en junior, trois en championnat de France et un challenge Yves du Manoir, ainsi qu'un titre en équipe militaire), et s'inclinant une fois en challenge Yves-du-Manoir en 1970 ainsi qu'en finale de la Coupe d'Europe des clubs champions FIRA.
Il a disputé son premier test match le 11 novembre 1962 contre l'équipe de Roumanie, et le dernier contre cette même équipe le 15 décembre 1963. 
Il meurt à Agen le 2 février 2025 à l'âge de 84 ans,.

## Palmarès

### En club
- Coupe d'Europe des clubs champions FIRA :
  - Finaliste (1) : 1967
- Championnat de France de première division :
  - Champion (3) : 1962, 1965 et 1966
- Challenge Yves du Manoir :
  - Vainqueur (1) : 1963
  - Finaliste (1) : 1970

## Statistiques en équipe nationale
- Sélection en équipe nationale : 4
- Sélections par année : 1 en 1962, 3 en 1963
- Tournoi des Cinq Nations disputé : 1963